# Vom Stier und dem Esel
Vom Stier und dem Esel ist ein Märchen aus der Geschichte von Tausendundeiner Nacht. In der Arabian Nights Encyclopedia wird es als ANE 2 gelistet. Die Geschichte ist Teil der größeren Erzählung Die Geschichte von König Schahriyar und Schahrasad, der Tochter seines Wesirs (ANE 1, → Tausendundeine Nacht – Liste der Geschichten).
In der Tierfabel erweist sich eine schlau gemeinte List als Verderben für den Listigen.

## Handlung
Einst lebte ein reicher Kaufmann mit seiner Familie auf dem Land und betrieb mit vielen Arbeitern Ackerbau und Viehzucht. Er hatte ein Geheimnis, das er niemandem erzählte, da er fürchtete sonst sterben zu müssen: Er verstand die Sprache der Tiere. Auf seinem Hof lebten im Stall ein Stier und ein Esel. Eines Tages hörte er, wie sich der Stier namens Baghnus gegenüber dem Esel namens Abu al-Yaksan beklagte, dass der Esel ein gutes Leben habe und vom Kaufmann und seinen Arbeitern wohl umsorgt werde, während der Stier den ganzen Tag auf dem Felde arbeiten musste und noch dazu mit der Peitsche geschlagen wurde. Der Esel gab dem Stier einen Rat zurück und erklärte ihm, er solle mit Hinterlist sich krank stellen, dann werde man Mitleid mit ihm haben. So geschah es auch und der zuständige Bauer berichtete dem Kaufmann davon und bat ihn, den Stier ruhen zu lassen. Der Kaufmann, der das Gespräch zwischen dem Esel und dem Stier ja mit angehört hatte, erwiderte daraufhin, dass der Bauer nun anstatt des Stier den Esel vor den Pflug spannen und arbeiten lassen sollte. Der Esel wurde geprügelt wie zuvor der Stier. Der Stier seinerseits dankte dem Esel, für seine List, dessen schlauer Plan sich am Ende aber gegen ihn selbst gerichtet hatte.
Die Geschichte wird fast unmittelbar in der Erzählung Vom Kaufmann und seiner Frau (ANE 3) fortgesetzt.

## Hintergrund
Die Erzählung findet sich in der Galland-Handschrift, der ältesten erhaltenen handschriftlichen Fassung von Tausendundeine Nacht und gehört damit zum Kernbestand der Geschichten. Richard Francis Burton und Enno Littmann griffen auf die Kalkutta-II-Edition zurück, Claudia Ott für ihre Übersetzung direkt auf die Galland-Handschrift.

## Ausgaben
- Enno Littmann: Die Erzählungen aus den tausendundein Nächten, Insel Verlag, Frankfurt 1968 (Erstausgabe 1922–1928), 6 Bände (Kalkutta-II-Edition), Band 1, S. 27–29.
- Claudia Ott: Tausendundeine Nacht, C.H.Beck, München 2011 (2004), S. 21–24.